# Eszter Dara
Eszter Dara (Boedapest, 30 mei 1990) is een Hongaarse zwemster. Ze vertegenwoordigde haar vaderland op de Olympische Zomerspelen 2008 in Peking.

## Carrière
Bij haar internationale debuut, op de Europese kampioenschappen kortebaanzwemmen 2005 in Triëst, strandde Dara op alle onderdelen in de series.
Op de Europese kampioenschappen zwemmen 2006 in Boedapest werd de Hongaarse op alle onderdelen uitgeschakeld in de series, samen met Ágnes Mutina, Zsuzsanna Miskovicz en Friderika Szel strandde ze in de series van de 4x100 meter vrije slag. Tijdens de Europese kampioenschappen kortebaanzwemmen 2006 in Helsinki werd Dara op al haar onderdelen uitgeschakeld in de series.
In Debrecen nam de Hongaarse deel aan de Europese kampioenschappen kortebaanzwemmen 2007 in Debrecen, op dit toernooi strandde ze in de halve finales van de 50 en de 100 meter vlinderslag.
Op de Europese kampioenschappen zwemmen 2008 in Eindhoven werd de Hongaarse uitgeschakeld in de series van de 100 meter vlinderslag en de 200 meter wisselslag. Tijdens de Olympische Zomerspelen van 2008 in Peking strandde Dara in de halve finales van de 100 meter vlinderslag, op de 4x200 meter vrije slag eindigde ze samen met Ágnes Mutina, Evelyn Verrasztó en Zsuzsanna Jakabos op de zesde plaats. In Rijeka nam de Hongaarse deel aan de Europese kampioenschappen kortebaanzwemmen 2008. Op dit toernooi veroverde ze de bronzen medaille op de 100 meter vlinderslag, daarnaast werd ze uitgeschakeld in de halve finales van de 50 meter vlinderslag en in de series van de 200 meter vlinderslag.  Samen met Eva Dobar, Zsuzsanna Jakabos en Evelyn Verrasztó strandde ze in de series van de 4x50 meter vrije slag, op de 4x50 meter wisselslag werd ze samen met Nikolett Szepesi, Reka Pecz en Evelyn Verrasztó uitgeschakeld in de series.

### 2009-heden
Op de wereldkampioenschappen zwemmen 2009 in Rome strandde Dara op al haar individuele onderdelen in de series, samen met Ágnes Mutina, Evelyn Verrasztó en Katinka Hosszú eindigde ze als zesde op de 4x200 meter vrije slag. Op de 4x100 meter vrije slag eindigde ze samen met Evelyn Verrasztó, Ágnes Mutina en Katinka Hosszú op de achtste plaats, samen met Reka Pecz, Katinka Hosszú en Evelyn Verrasztó werd ze uitgeschakeld in de series van de 4x100 meter wisselslag. Tijdens de Europese kampioenschappen kortebaanzwemmen 2009 in Istanboel eindigde de Hongaarse als zevende op de 100 meter vlinderslag, op al haar andere afstanden strandde ze in de halve finales.
In Boedapest nam Dara deel aan de Europese kampioenschappen zwemmen 2010. Op dit toernooi eindigde ze als zesde op de 100 meter vlinderslag en werd ze uitgeschakeld in de halve finales van de 50 meter vlinderslag, op al haar overige afstanden waren de series haar eindstation. Op de 4x200 meter vrije slag sleepte ze samen met Ágnes Mutina, Katinka Hosszú en Evelyn Verrasztó de Europese titel in de wacht, samen met Evelyn Verrasztó, Ágnes Mutina en Katinka Hosszú eindigde ze als vierde op de 4x100 meter vrije slag. Op de 4x100 meter wisselslag strandde ze samen met Ágnes Kovács, Orsolya Tompa en Evelyn Verrasztó in de series. Op de Europese kampioenschappen kortebaanzwemmen 2010 eindigde de Hongaarse als zevende op de 100 meter vlinderslag, daarnaast strandde ze in de halve finales van de 50 meter vlinderslag en in de series van de 50 meter vrije slag. Tijdens de wereldkampioenschappen kortebaanzwemmen 2010 in Dubai werd Dara uitgeschakeld in de series van zowel de 50 als de 100 meter vlinderslag, samen met Evelyn Verrasztó, Ágnes Mutina en Katinka Hosszú eindigde ze als zevende op de 4x200 meter vrije slag.
In Shanghai nam de Hongaarse deel aan de wereldkampioenschappen zwemmen 2011, op dit toernooi strandde ze in de series van zowel de 50 als de 100 meter vlinderslag.

## Internationale toernooien
| Jaar | Olympische Spelen                         | WK langebaan | WK kortebaan                                                  | EK langebaan | EK kortebaan                                                                                              |
| ---- | ----------------------------------------- | --- | ------------------------------------------------------------- | --- | --- |
| 2005 |                                           | geen deelname |                                                               | | 34e 50m vrije slag 23e 100m vlinderslag 20e 100m wisselslag 16e 200m wisselslag                           |
| 2006 |                                           | | geen deelname                                                 | 40e 50m vrije slag 55e 100m vrije slag 40e 200m vrije slag 41e 50m vlinderslag 32e 100m vlinderslag 24e 400m wisselslag 11e 4x100m wisselslag                                                     | 36e 50m vrije slag 23e 100m vlinderslag 28e 100m wisselslag 25e 200m wisselslag                           |
| 2007 |                                           | geen deelname |                                                               | | 16e 50m vlinderslag 13e 100m vlinderslag                                                                  |
| 2008 | 13e 100m vlinderslag 6e 4x200m vrije slag | | geen deelname                                                 | 26e 100m vlinderslag 24e 200m wisselslag | 13e 50m vlinderslag · 100m vlinderslag · 9e 200m vlinderslag · 11e 4x50m vrije slag · 9e 4x50m wisselslag |
| 2009 |                                           | 49e 100m vrije slag 19e 100m rugslag 25e 50m vlinderslag 18e 100m vlinderslag 8e 4x100m vrije slag 6e 4x200m vrije slag 14e 4x100m wisselslag |                                                               | | 19e 50m vrije slag 16e 100m vrije slag 20e 100m rugslag 15e 50m vlinderslag 7e 100m vlinderslag           |
| 2010 |                                           | | 23e 50m vlinderslag 19e 100m vlinderslag 7e 4x200m vrije slag | 18e 100m vrije slag · 39e 200m vrije slag · 28e 100m rugslag · 12e 50m vlinderslag · 6e 100m vlinderslag · 18e 200m vlinderslag · 4e 4x100m vrije slag · 4x200m vrije slag · 9e 4x100m wisselslag | 19e 50m vrije slag 13e 50m vlinderslag 7e 100m vlinderslag                                                |
| 2011 |                                           | 27e 50m vlinderslag 36e 100m vlinderslag |                                                               | | geen deelname                                                                                             |

## Persoonlijke records
Bijgewerkt tot en met 10 juli 2010

### Kortebaan
| Afstand          | Tijd    | Datum            | Plaats         |
| ---------------- | ------- | ---------------- | -------------- |
| 100m vrije slag  | 53,88   | 10 december 2009 | Istanboel      |
| 100m rugslag     | 59,01   | 15 november 2009 | Százhalombatta |
| 50m vlinderslag  | 26,19   | 11 december 2009 | Istanboel      |
| 100m vlinderslag | 56,86   | 12 december 2009 | Istanboel      |
| 200m vlinderslag | 2.08,11 | 16 november 2008 | Százhalombatta |

### Langebaan
| Afstand          | Tijd    | Datum           | Plaats    |
| ---------------- | ------- | --------------- | --------- |
| 100m vrije slag  | 55,09   | 26 juli 2009    | Rome      |
| 200m vrije slag  | 1.59,38 | 10 juli 2010    | Eger      |
| 100m rugslag     | 1.00,51 | 28 juni 2009    | Eger      |
| 50m vlinderslag  | 26,68   | 31 juli 2009    | Rome      |
| 100m vlinderslag | 58,39   | 9 augustus 2008 | Peking    |
| 200m vlinderslag | 2.09,86 | 8 juli 2008     | Boedapest |